# Warrior Soul
Warrior Soul je desáté studiové album německé zpěvačky Doro Pesch. Bylo vydáno v roce 2006.

## Seznam skladeb
1. „You're My Family“ - 04:14
2. „Haunted Heart“ - 05:14
3. „Strangers Yesterday“ - 04:49
4. „Thunderspell“ - 04:39
5. „Warrior Soul“ - 04:44
6. „Heaven I See“ - 04:37
7. „Creep Into My Brain“ - 03:56
8. „Above The Ashes“ - 04:16
9. „My Majesty“ - 04:06
10. „In Liebe Und Freundschaft“ - 03:35
11. „Ungebrochen“ - 01:39
12. „Shine On“ - 04:34
13. „Angel In The Dark (bonus track)“ - 04:15
14. „Warrior Soul (reprise) (bonus track)“ - 07:49